# Gilgamesh (fumetto)
Gilgamesh è una serie a fumetti argentina di genere fantascientifico ideata da Lucho Olivera apparsa a partire dal 1969. La storia si ispira liberamente al mito sumero di Gilgameš.

## Storia editoriale
La storia venne ideata da Lucho Olivera ed esordì nel 1969 come storia unica conclusiva ma, grazie al successo riscontrato e alle richieste dei lettori ne venne realizzata una serie. La prima parte venne realizzata tra il 1969 e il 1975 e si compone di 33 capitoli, principalmente in bianco e nero, scritta inizialmente da Olivera che poi passò il compito a Sergio Mulko che, con lo pseudonimo di Leo Gioser, approfondì la psicologia del personaggio. Nel 1980 la serie venne riscritta dallo sceneggiatore Robin Wood (capitoli 1-66), poi da Riccardo Ferrari (capitoli 67-138), e infine di Alfredo Julio Grassi (5 capitoli) e disegnata da Olivera.
È stato pubblicato in italiano dall'Eura Editoriale sulla rivista Skorpio, in episodi da dodici pagine, a partire dal numero 49 del dicembre 1983. Gli episodi sono stati raccolti successivamente in dodici volumi, pubblicati sia indipendentemente sia come sotto-serie della collana Euracomix.

### Volumi
1. L'immortale (Euracomix n. 26)
2. Il testimone (Euracomix n. 35)
3. Un destino scritto nel cielo (Euracomix n. 42)
4. Pazzia sul mondo (Euracomix n. 51)
5. Un brindisi alla speranza (Euracomix n. 61)
6. Verso una meta (Euracomix n. 68)
7. Alla ricerca di un nuovo mondo (Euracomix n. 78)
8. Un punto nel cosmo (Euracomix n. 85)
9. Sumer (Euracomix n. 98)
10. Il tempo delle scoperte (Euracomix n. 104)
11. L'unica strada (Euracomix n. 110)
12. Il guardiano (Euracomix n. 114)

## Trama
Gilgamesh è un uomo, re sumero della città di Uruk, a cui viene donata l'immortalità da un extraterrestre.
Grazie a questa egli vive tutte le epoche della storia dell'umanità, inseguendo sempre il sogno di un mondo migliore ma scontrandosi con la brutalità e la violenza insite nella natura umana. Giunge ai giorni nostri, ma una guerra atomica distrugge completamente la vita sul nostro pianeta.
Rimasto solo, l'unico essere vivente in un mondo morto, quasi impazzisce a questo pensiero, ma scopre che una nave era pronta per essere lanciata nello spazio, e con essa dodici neonati ibernati.
Da qui il nuovo scopo della sua esistenza: partire dalla Terra, ormai invivibile, e cercare un nuovo pianeta in cui impiantare nuovamente il seme della razza umana.
Dopo mille vicissitudini, riesce nel suo scopo, e da lì comincia per lui un nuovo ruolo, quello di "padre" dell'umanità assistendo, accompagnando e proteggendo (anche da sé stessa) la nuova umanità che sta crescendo.
Col tempo però si rende conto che la sua presenza diventa sempre più ingombrante per quei "figli" che nei secoli si stanno sviluppando: decide quindi di partire e proteggere la sua razza dagli innumerevoli pericoli che giungono dallo spazio esterno.
Sempre per proteggere la razza umana, giunge a guidare un esercito spaziale che contrasta una coalizione di esseri malvagi intenzionati a prendere possesso della galassia.
Vince, ma non è interessato al potere che deriva da questa vittoria. Salirà alle sfere celesti affinché il male non abbia mai il sopravvento: diventa Dio, padre dell'umanità.

## Crossover e citazioni
Nel fumetto si vede il personaggio Nippur di Lagash, altra creazione di Robin Wood e pubblicata dall'Eura Editoriale.
Il personaggio di Gilgamesh compare anche in Martin Hel, altra creazione di Wood, nell'albo La leggenda dell'immortale (n.1 anno XI).